# Rennaz
Rennaz este un oraș în Elveția.